# Archives de la ville de Lausanne
Les Archives de la Ville de Lausanne (AVL) sont les archives communales de Lausanne, dans le canton de Vaud, en Suisse.

## Histoire
Les premiers registres et comptes de la ville de Lausanne remontent à la seconde moitié du XIVe siècle, alors que le premier inventaire conservé a été dressé le 8 février 1401, ce qui en fait l'un des plus anciens de Suisse. Les documents officiels sont tout d'abord conservés dans la cathédrale de Lausanne, à la chapelle Saint-Maur jusqu'en 1529, puis à l'hôtel de ville de la Palud jusqu'en 1986. À cette date, l'ensemble des archives de la ville est regroupé dans le bâtiment qui accueillait jusqu'alors les Archives cantonales vaudoises à la rue du Maupas.
Les Archives de la Ville de Lausanne sont inscrites comme bien culturel suisse d'importance nationale.

## Collections
Les Archives de la Ville de Lausanne ont pour mission de gérer le patrimoine écrit et audiovisuel de l’administration communale ainsi que des personnes physiques ou morales privées de Lausanne et sa région. Outre la constitution d’archives historiques, elles enrichissent une bibliothèque et une documentation de référence, et numérisent des sources qu’elles offrent à la consultation à travers une bibliothèque numérique et une Web TV.